# Хуан Арса
Хуан Арса (ісп. Juan Arza; 12 червня 1923, Естелья — 17 липня 2011, Севілья) — іспанський футболіст, що грав на позиції нападника. По завершенні ігрової кар'єри — футбольний тренер.
Найбільш відомий виступами за «Севілью», у складі якої ставав чемпіоном Іспанії, а також залишається найкращим бомбардиром в історії клубу. Грав за національну збірну Іспанії.

## Клубна кар'єра
У дорослому футболі дебютував 1940 року виступами за команду клубу «Депортіво Алавес». За два роки перейшов до «Малаги», в якій, утім, перспективний гравець затримався лише на один сезон.
Влітку 1943 року 20-річний нападник приєднався до складу «Севільї», де відразу ж заявив про себе, відзначившись хет-триком у ворота клубу «Сабадель» у першому ж офіційному матчі за нову команду. Став лідером атак севільського клубу на наступні 16 сезонів, зокрема, в сезоні 1945/46 допомігши своїми 14 голами «Севільї» уперше в історії перемогти в чемпіонаті Іспанії. Протягом цих років провів за команду 414 офіційних ігор в різних турнірах, забивши рекордні для гравців «Севільї» 207 голів у ворота суперників. Пік форми нападника прийшовся на сезон 1954/55, в якому він у 29 матчах Прімери 29 разів відзначався забитими голами, на 4 влучних удари обійшовши у суперечці бомбардирів чемпіонату головну зірку іспанського футболу другої половини 1950-х Альфредо Ді Стефано.
Завершив професійну ігрову кар'єру 36-річний нападник у клубі «Альмерія», за команду якого виступав протягом 1959—1960 років.

## Виступи за збірну
1947 року дебютував в офіційних матчах у складі національної збірної Іспанії товариською грою проти збірної Ірландії. Другу і, як виявилося, останню гру за збірну провів лише 1952 року.

## Кар'єра тренера
Розпочав тренерську кар'єру, повернувшись до футболу після невеликої перерви, 1966 року, уперше очоливши тренерський штаб «Севільї». Протягом наступних років ще тричі призначався очільником тренерського штабу цієї команди, жодного разу, втім, не пропрацювавши з командою більше одного сезону.
Не здобув особливих успіхів й з іншими командами, якими керував, хоча тричі призначався головним тренером «Сельта Віго», а також мав можливість попрацювати з командами «Кадіса» та «Депортіво» (Ла-Корунья).
Завершив тренерську кар'єру після сезону 1979/80, в якому протягом 8 матчів чемпіонату керував командую «Сельта Віго», що не змогла зберегти місце у Сегунді.
Помер 17 липня 2011 року на 89-му році життя у Севільї.

## Титули і досягнення
- Чемпіон Іспанії: 1945/46
- Володар Кубка Іспанії: 1947/48
- Найкращий бомбардир чемпіонату Іспанії з футболу: 1954/55